# Balzjinima Tsyrempilov

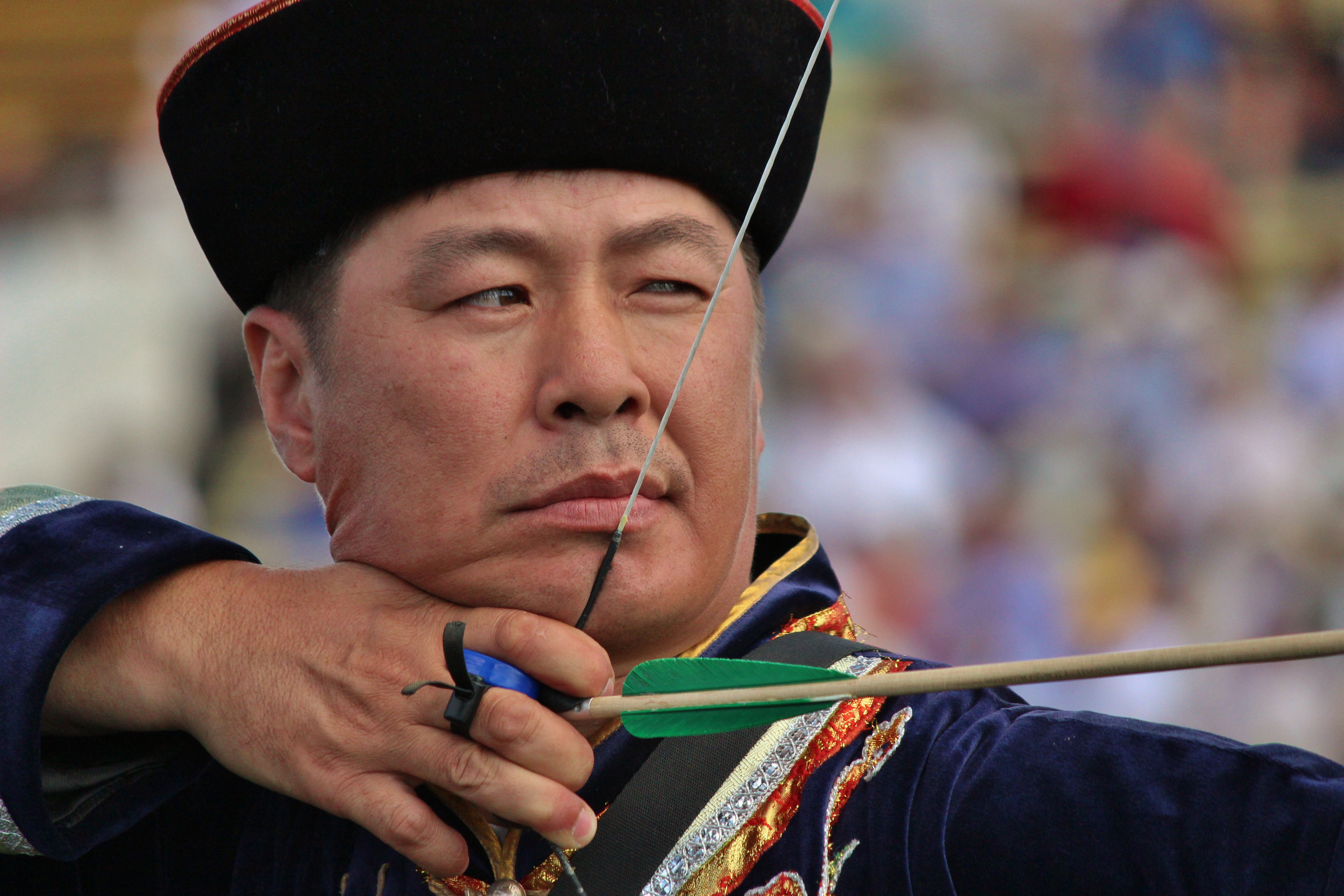
Tsyrempilov in 2012

Balzjinima Tsyrenzhapovitsj Tsyrempilov (Russisch: Бальжинима Цыренжапович Цыремпилов) (Oelektsjin, Zakamensk, 29 oktober 1975) is een Russisch boogschutter.
Tsyrempilov deed voor het eerst mee aan de Olympische Spelen toen hij 19 jaar was. Hij behaalde in Sydney individueel de zevende plaats en werd vierde met zijn team. Vier jaar later behoorde hij tot de laatste 16 op de Spelen in Athene (2004). In 2008 doet hij opnieuw mee in Peking. Ook aan het WK en EK deed hij meerdere keren mee, zo werd hij in 2008 eerste op het EK outdoor in Vittel. Tsyrempilov stond in juni 2008 2e op de FITA-wereldranglijst.

## Resultaten
2000
7e Olympische Spelen (individueel)
4e Olympische Spelen (team)
2003
 WK indoor (individueel)
2004
 EK indoor (individueel)
14e Olympische Spelen (individueel)
2005
5e WK indoor (team)
 WK outdoor (individueel)
2007
 WK outdoor (individueel)
2008
 EK outdoor (individueel)